# Bromelia (geslacht)
Bromelia is een geslacht van eenzaadlobbige, voornamelijk terrestrische planten uit de bromeliafamilie.
Het geslacht is vernoemd naar de Zweedse arts en botanicus Olaf Bromelius (1639-1705).
De planten hebben stugge bladeren die groeien in diep ingesneden rozetten. De bladrozetten zijn vaak gedoornd. De bladeren zijn omgebogen als gootjes die het water opvangen. Aan de basis van het blad bevindt zich een schede, waardoor een waterhoudende bladkoker wordt gevormd. De bloemen groeien uit het hart van de rozet.
Dit geslacht is voornamelijk te vinden in tropisch en subtropisch Midden- en Zuid-Amerika.
De stevige vezel die wordt gewonnen uit de soorten Bromelia serra en Bromelia hieronymi, bekend als chaguar, is essentieel voor de economie van de Wichí-stam in de Gran Chaco regio van Argentinië.

## Enkele soorten
| - Bromelia agavifolia - Bromelia alsodes - Bromelia alta - Bromelia antiacantha - Bromelia arenaria - Bromelia arubaiensis - Bromelia auriculata - Bromelia balansae: - Bromelia binotii - Bromelia braunii - Bromelia chrysantha - Bromelia eitenorum - Bromelia epiphytica - Bromelia estevesii - Bromelia exigua - Bromelia flemingii - Bromelia fosteriana - Bromelia fragilis - Bromelia glaziovii | - Bromelia goeldiana - Bromelia goyazensis - Bromelia grandiflora - Bromelia granvillei - Bromelia gurkeniana: - Bromelia hemisphaerica - Bromelia hieronymi - Bromelia horstii - Bromelia humilis - Bromelia ignaciana - Bromelia interior - Bromelia irwinii - Bromelia karatas - Bromelia laciniosa - Bromelia lagopus - Bromelia legrellae - Bromelia lindevaldae - Bromelia macedoi - Bromelia minima | - Bromelia morreniana - Bromelia niduspuellae - Bromelia oliveirae - Bromelia palmeri - Bromelia pinguin - Bromelia poeppigii - Bromelia redoutei - Bromelia regnellii - Bromelia reversacantha - Bromelia rondoniana - Bromelia scarlatina - Bromelia serra - Bromelia superba - Bromelia sylvicola - Bromelia tarapotina - Bromelia trianae - Bromelia tubulosa - Bromelia villosa |

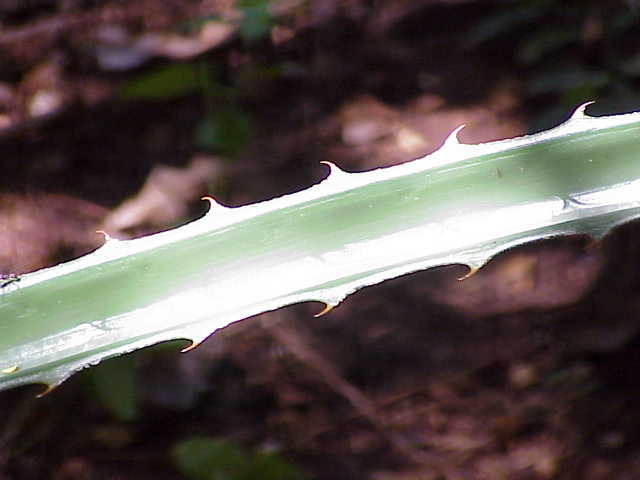
Bromelia karatas detail
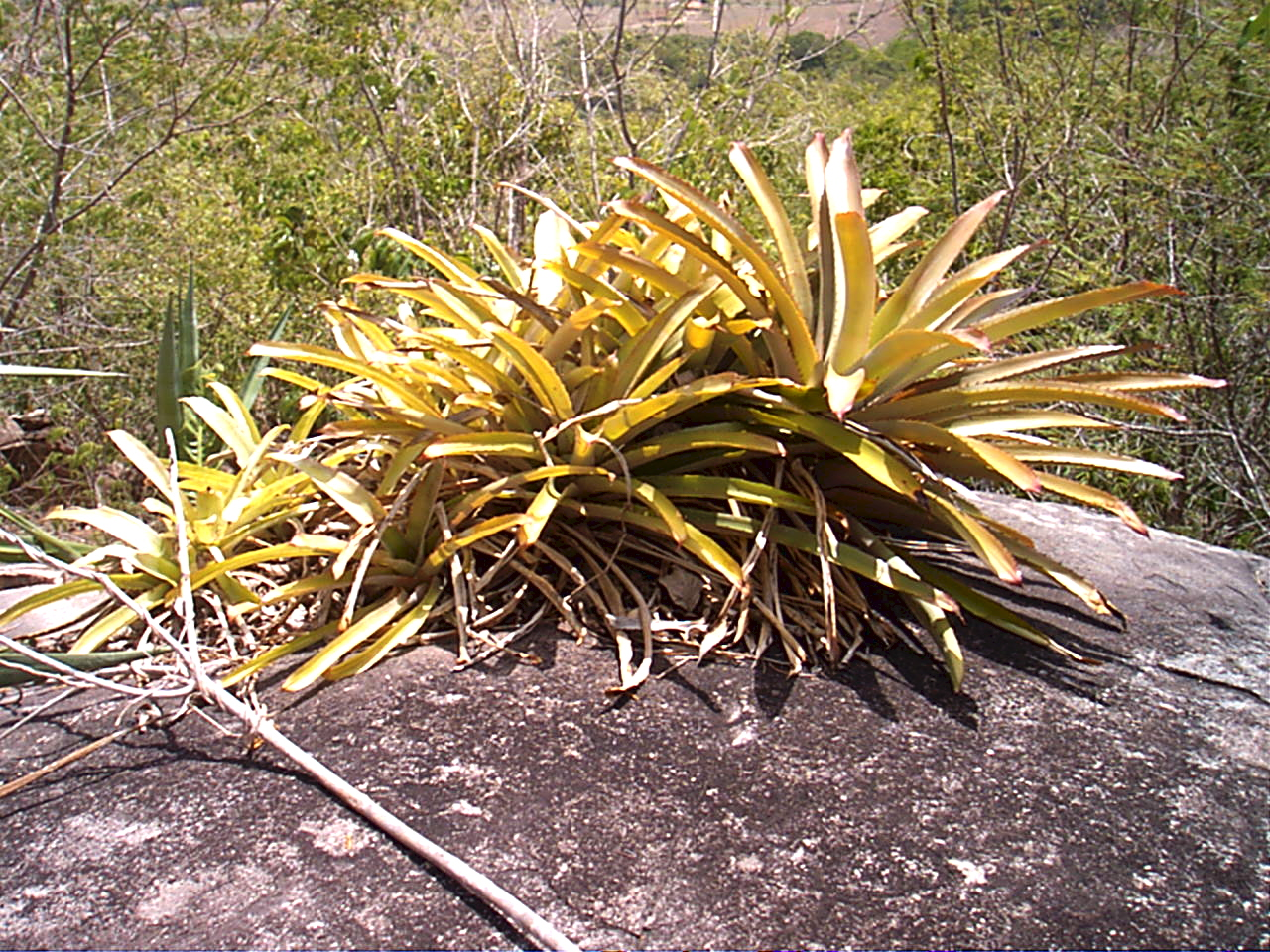
Bromelia laciniosa
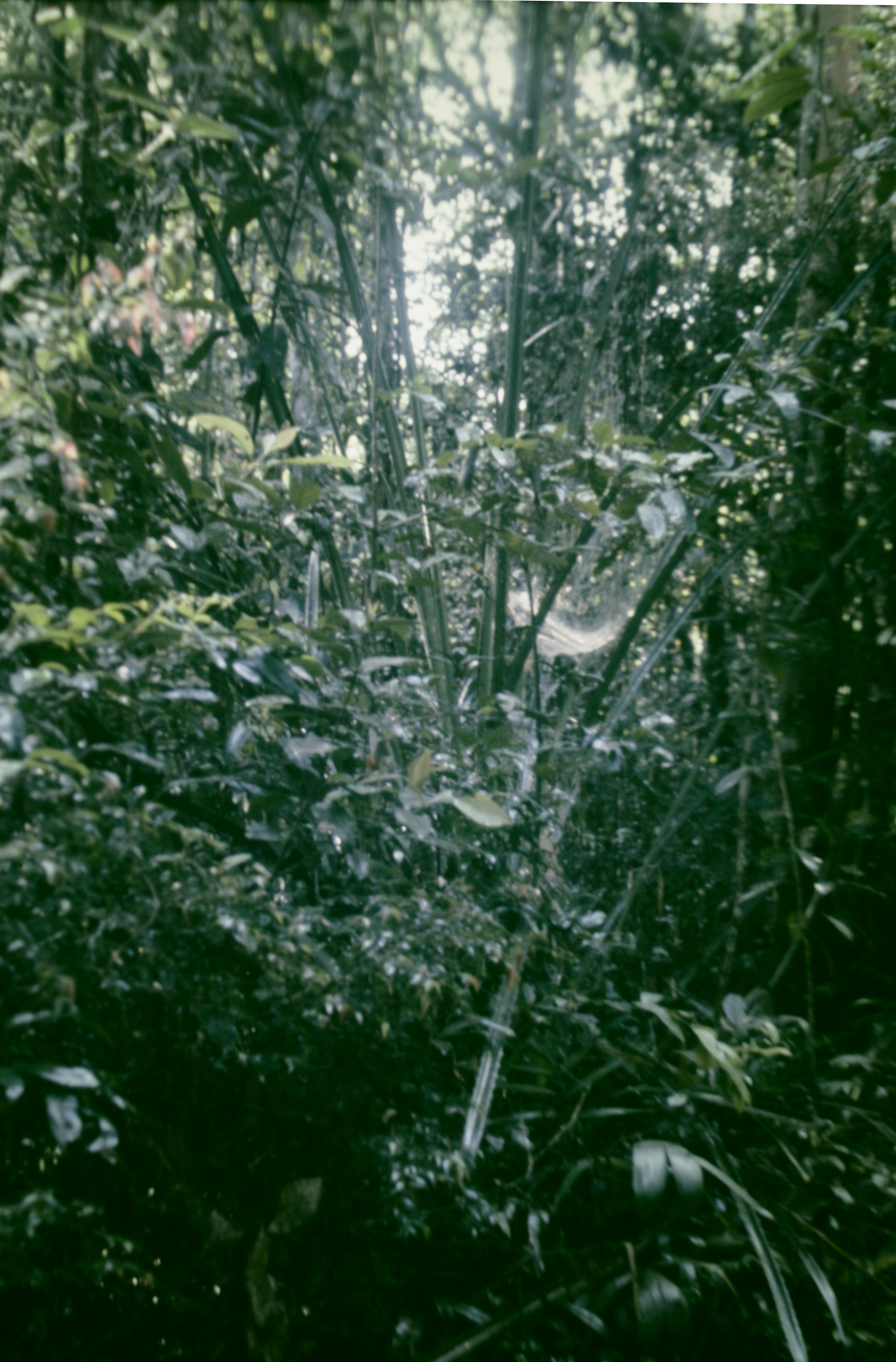
Bromelia alta in het wild in Suriname
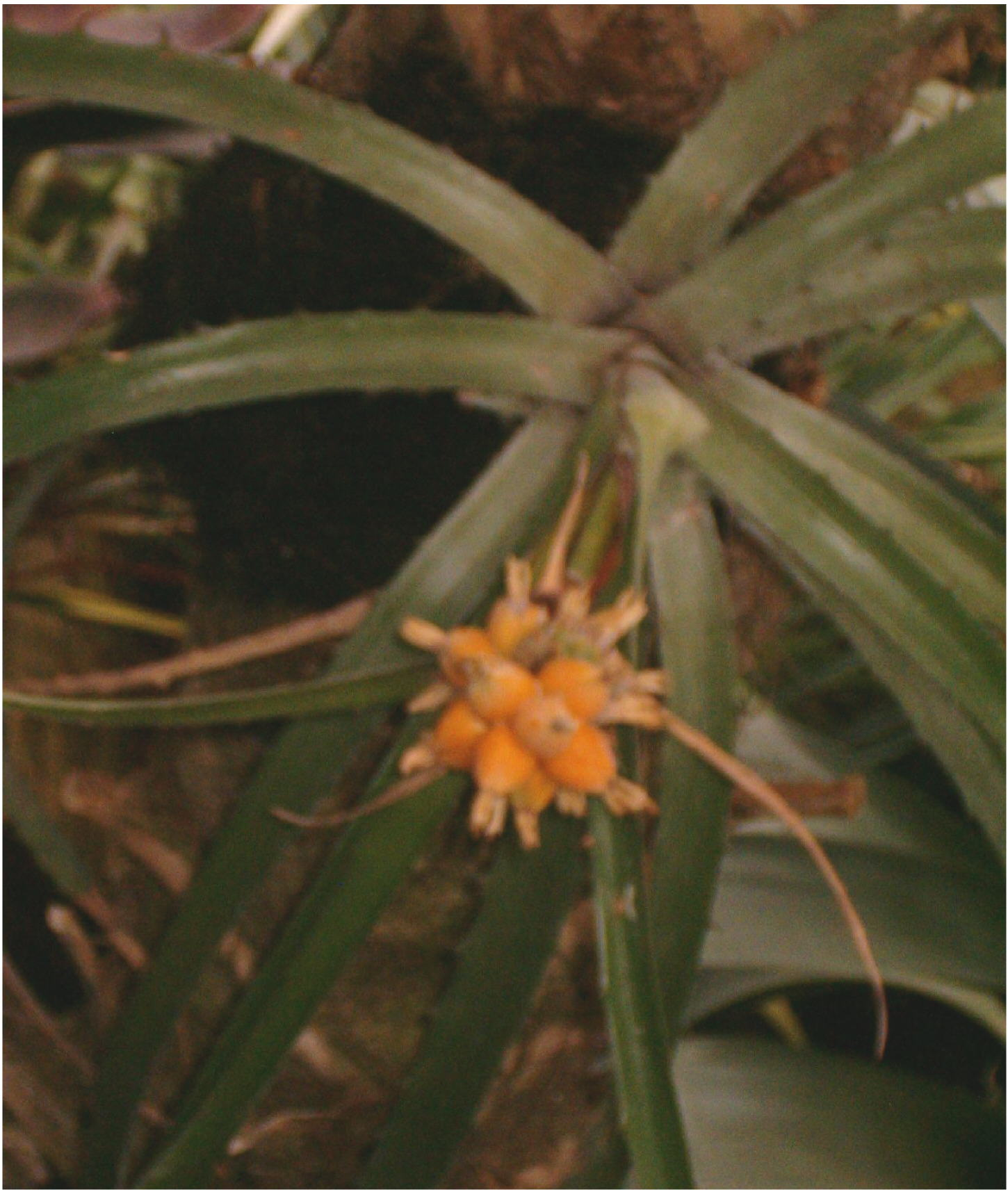
Bromelia interior met vruchten